# Villa Muñecas (Tucumán)
Villa Muñecas es un barrio de San Miguel de Tucumán, Tucumán, Argentina. Se encuentra delimitado por las calles Castro Barros, Estrada, Camino del Perú y las avenidas Estado de Israel y Francisco de Aguirre.

## Historia
El barrio se creó alrededor de la Estación Muñecas del Ferrocarril General Belgrano, inaugurada en 1897. Originalmente en las tierras de la actual barriada se encontraba la finca de caña de azúcar y cítricos Las Muñecas, que fue primero de la hermana de Idelfonso de las Muñecas y luego del intendente Zenón Santillán. Tras su muerte en 1910, se dividieron esas tierras y en la parte norte se fundó la Aldea Santillán, mientras al sur se destinó a cuarteles militares.
El barrio comenzó a poblarse por obreros del ferrocarril, de la cercana planta potabilizadora Muñecas, peones rurales y cañeros que conformaron una villa de ranchos precarios de paja y madera llamada Villa El Charqui. En un principio, la única conexión con el resto de la ciudad era por un sendero de tierra que posteriormente sería la avenida Viamonte. En 1929 se creó la Biblioteca Popular Miguel Lillo, y en 1932 la escuela Manuel Lainez, principales lugares culturales y educativos del barrio. En los años 50 el barrio se expandirá, al lotearse parcelas a un bajo precio a familias de clase media y baja. En estos loteos, se incentivaba la autoconstrucción, mientras los dueños de los loteos construían el cordón cuneta y los servicios básicos.
En 1966, con el cierre de los ingenios azucareros y la caída de la industria azucarera en general, se crearon nuevos asentamientos a la vera de las vías del Ferrocarril Belgrano y el Canal Norte por parte de obreros azucareros. Estos asentamientos precarios se consolidaron y se ampliaron con el cierre del Ferrocarril en 1993. Entre 1975 y 1977 funcionó en el barrio el Pozo de Vargas, que fue un pozo donde se realizaron inhumaciones clandestinas en el marco del Operativo Independencia y la Dictadura Militar. En 1983 se instalaron los primeros servicios de agua potable, cloacas y electricidad y en 1994 se inauguró la Escuela Secundaria de Comercio N° 4. Actualmente, un sector del barrio conforma la segunda villa de emergencia más vulnerable del país, según un relevamiento de la Organización Techo en 2019.

## Educación
- Escuela de Comercio Ildefonso de las Muñecas
- Escuela N° 240 Manuel Laínez

## Salud
- CAPS Villa Muñecas

## Transporte

### Líneas de colectivos
- Línea 8
- Línea 9
- Línea 19